# Руська історична бібліотека
«Руська історична бібліотека» — перше серійне видання історичної наукової літератури українською мовою.		
Ініційоване В.Антоновичем. Це серія збірок, монографій і праць з української історії, здебільшого в перекладах (24 томи), започаткована за редакцією й у виданні О.Барвінського.
З 1886 року в Тернополі (15 томи), з 1894 перенесена до Львова, де її видавало до 1904 року НТШ (9 томів). 
У Руській історичній бібліотеці були друковані праці українських та російських істориків: В.Антоновича, Д.Багалія, М.Владимирського-Буданова, М.Дашкевича, О.Єфименко, Д.Іловайського, М.Костомарова, І.Линниченка, Ф.Леонтовича, І.Новицького, Я.Шульгина та ін.
З метою підведення під ідею національної окремішності українців історичного підґрунтя й, у т. ч., знешкодження галицького москвофільства.		
1894 видання «Р.і.б.» перебрало на себе Наукове товариство імені Шевченка. 
- Том 1 — «Коротка історія Руси» С.Качали, це — переклад з його польської	 праці «Polityka Polaków względem Rusi» (1879), що становить	перший в історіографії нарис польсько-укр. стосунків;
- т. 2 — переклад з російської статті М.Костомарова «Дві руські народності»;
- т. 5 — Смирнов М., Дашкевич М., Шараневич І. «Монографії до історії Галицької Руси»;
- т. 6 — переклад праці В.Антоновича й Д.Іловайського «Історія Великого князівства Литовського від найдавніших часів аж до упадку удільної системи в Литовській Руси»;
- т. 9—18 — переклади монографій М.Костомарова;
- т. 21—22 — «Розвідки про селянство на Україні-Руси»;
- т. 23—24 — «Розвідки про міста і	 міщанство на Україні-Руси в	 XV—XVIII ст.»

«Р.і.б.» відіграла важливу роль у становленні методології історії України, загальноприйнятної як для Наддніпрянської України, так і для Галичини,	формуванні наукової термінології (вперше впроваджено термін «Русь-Україна») й ідеально протистояла «ягайлонській ідеї», з одного боку, та «прагматичній схемі» офіційної російської історіографії —	з другого.